# Étalante
Étalante ist eine französische Gemeinde mit 128 Einwohnern (Stand 1. Januar 2022) im Département Côte-d’Or in der Region Bourgogne-Franche-Comté. Sie gehört zum Arrondissement Montbard und zum Kanton Châtillon-sur-Seine.

## Bevölkerungsentwicklung
| Jahr                       | 1962 | 1968 | 1975 | 1982 | 1990 | 1999 | 2008 | 2012 |
| Einwohner                  | 288  | 299  | 238  | 195  | 185  | 144  | 130  | 122  |
| Quellen: Cassini und INSEE |      |      |      |      |      |      |      |      |

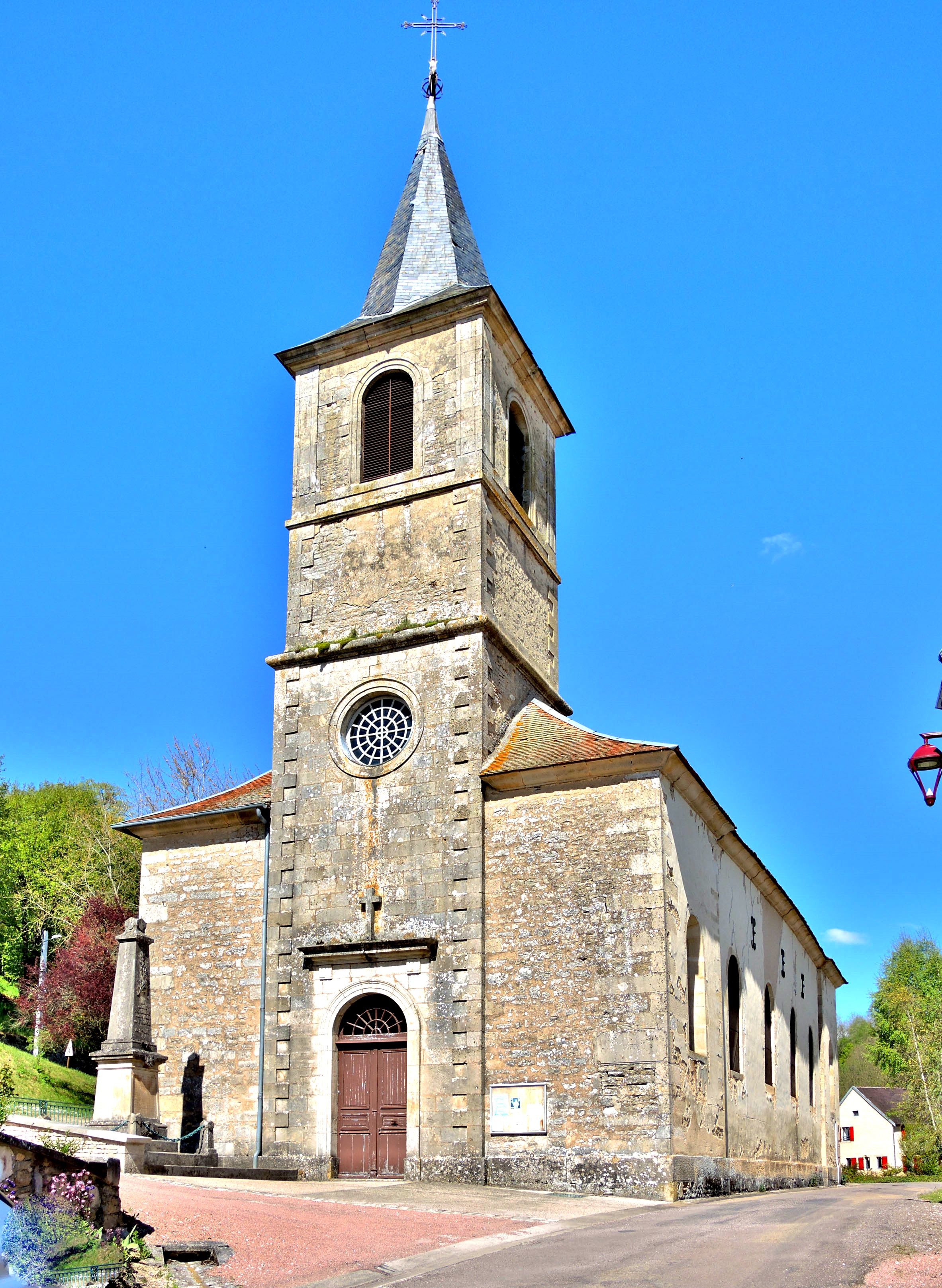
Kirche Saint-Martin
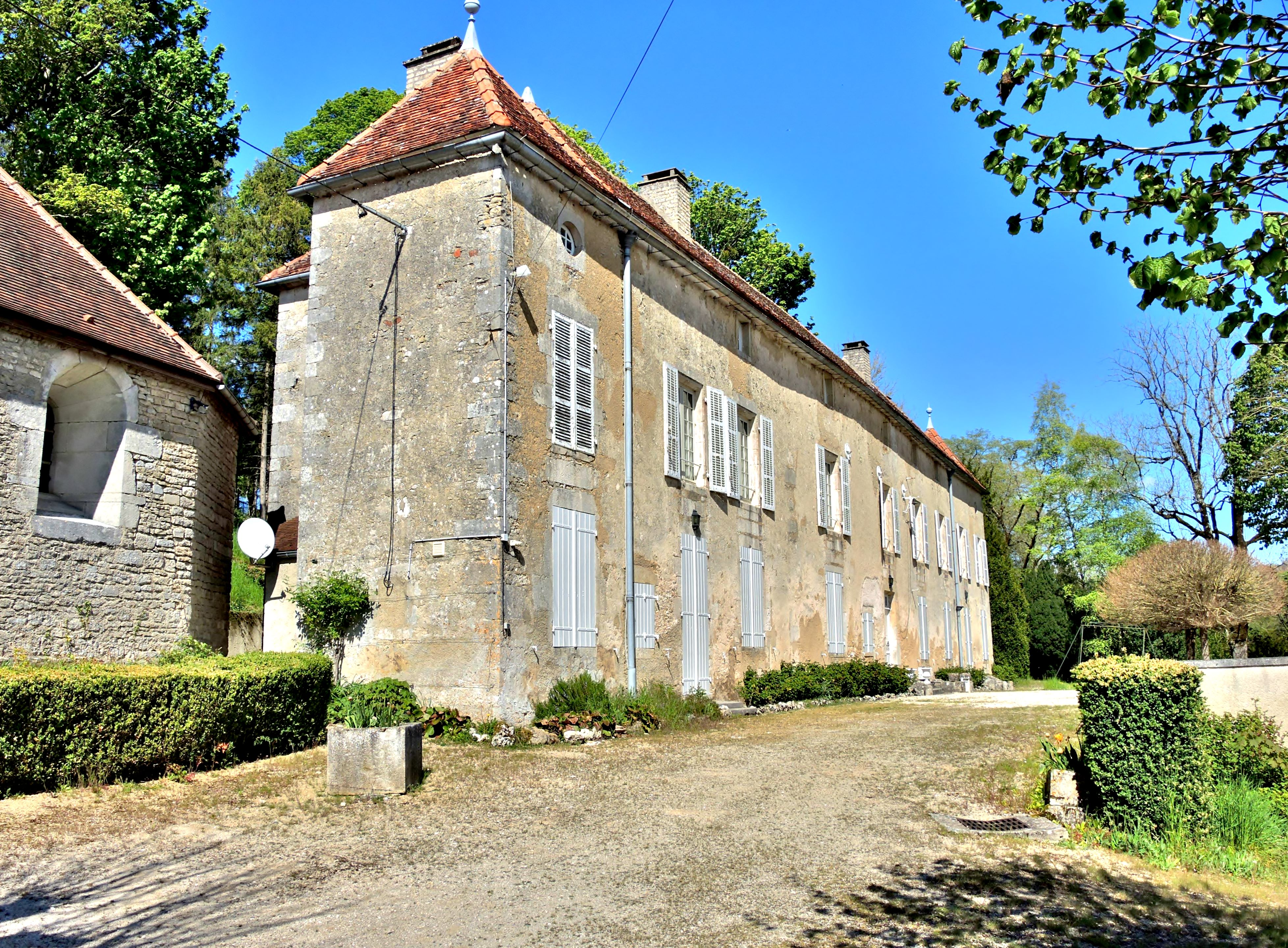
Schloss Étalante